# UHF (película)
UHF (Los telelocos en México, Canal U-62 en Argentina y Uruguay y UHF: Un canal loco loco en Ecuador) es una película estadounidense de comedia de 1989, protagonizada por "Weird Al" Yankovic.

## Argumento
George Newman ("Weird Al" Yankovic) es un joven soñador cuya imaginación hiperactiva le impide mantener un empleo por más de uno o dos meses. Junto a su amigo Bob tratan de buscar la manera de sobrevivir cuando su tío lo pone a cargo de una pequeña y abandonada estación local de televisión que ganó como parte de una apuesta. George y Bob llevan a la estación a lo más alto de los rátings de la ciudad y alrededores, lo que lo enfrenta con R. J. Fletcher, el magnate dueño de la cadena televisiva más grande de la zona.

## Elenco
- "Weird Al" Yankovic como George Newman.
- Victoria Jackson como Teri.
- Michael Richards como Stanley Spadowski.
- David Bowe como Bob.
- Fran Drescher como Pamela Finklestein.
- Anthony Geary como Philo.
- Billy Barty como Noodles MacIntosh.
- Trinidad Silva como Raul.
- Gedde Watanabe como Kuni.
- Vance Colvig Jr. como el vago.
- Kevin McCarthy como R. J. Fletcher

## Actores del doblaje mexicano
- Patricia Acevedo (Victoria Jackson)
- Jorge Arvizu (Billy Barty)
- Jesús Barrero ("Weird Al" Yankovic)
- Luis Bayardo (Gedde Watanabe)
- Francisco Colmenero (Jay Levey)
- Pedro D'Aguillon Jr. (Trinidad Silva)
- Rolando de Castro
- Gabriel Gama (Michael Richards)
- Cristina Hernández
- Alejandro Illescas
- Mónica Manjarrez (Fran Drescher)
- Víctor Mares (Anthony Geary)
- Arturo Mercado (Vance Colvig Jr.)
- Rocío Prado
- Gerardo Reyero (David Bowe)
- Edmundo Santos Jr.
- Jorge Santos (Kevin McCarthy)
- Eduardo Tejedo